# Línea 717 (Mar del Plata)
La Línea 717 es una línea de colectivos del Partido de General Pueyrredón perteneciente a la empresa Peralta Ramos. Une la Vieja Terminal de Omnibus de Mar del Plata (Shopping Paseo Aldrey) con Sierra de los Padres, Colinas Verdes y San Carlos. Incluye un servicio especial a la Escuela N°8.

## Recorrido
Haciendo Click Aquí podrán consultarse los recorridos de la Línea 717
Sierra de Los Padres
Ida:
Garay - Sarmiento - Boulevard Marítimo Patricio Peralta Ramos - Diagonal Alberdi Sur - Av. Pedro Luro - Ruta Nacional 226 - Calle Padre Luis Varreto - Av. Argentina - General San Martín - Fabian
Vuelta:
Fabian - Rotonda del Tanque - Domingo - Cecilia - Bruno - Elena - Aldo - Av. Argentina - Calle Padre Luis Varreto - Ruta Nacional 226 - Av. Pedro Luro - Buenos Aires - Alberti - Las Heras - Garay
San Carlos - Colinas Verdes
Ida:
Garay - Sarmiento - Boulevard Marítimo Patricio Peralta Ramos - Diagonal Alberdi Sur - Av. Pedro Luro - Ruta Nacional 226
Vuelta:
Ruta Nacional 226 - Colectora 226 - Ruta Nacional 226 - Av. Pedro Luro - Buenos Aires - Alberti - Las Heras - Garay
Rondin La Zulema - Sierra de Los Padres
De marzo a diciembre este recorrido se dirige a la Escuela Primaria N°49, en el arco de Sierra. Pasa por San Carlos hasta el Puente. 
Servicio Circular
Carrillo - Av. Pedro Luro - Ruta Nacional 226 (desde la rotonda la herradura hasta km.16) - Calle Padre Luis Varreto - Ruta Nacional 226 (desde km.16 hasta km.20, dando la vuelta en el puente San Carlos) - Calle Padre Luis Varreto - Ruta Nacional 226 - Av. Pedro Luro - Carrillo 
Servicio a Escuela Agraria
Este servicio está de lunes a viernes de marzo a diciembre. Dirigiéndose a la Escuela Agraria de Laguna de Los Padres, a la Mañana, al Mediodía y a la Tarde. 
Servicio Circular
Carrillo - Av. Pedro Luro - Ruta Nacional 226 - Helmer Uranga - Cacique Cangapol - Helmer Uranga - Ruta Nacional 226 (hasta km.20) - Colectora 226 - Ruta Nacional 226 (desde km.19) - Helmer Uranga - Cacique Cangapol - Helmer Uranga - Ruta Nacional 226 - Av. Pedro Luro - Carrillo
Servicio a Paraje San Francisco
Al igual que los 2 anteriores servicios escolares, de marzo a diciembre. Se dirige hasta la escuela Paraje San Francisco pasando Sierra de Los Padres. Sale de la cabecera a la Mañana, Mediodía y Tarde.
Ida:
Carrillo - Av. Pedro Luro - Ruta Nacional 226 - Martin Fierro - Hernán Gmeiner - Camino San Francisco de Asís - Hernán Gmeiner - Martin Fierro - Ruta Nacional 226 - Calle Padre Luis Varreto - Av. Argentina - General San Martín - Fabián
Vuelta:
Fabián - Rotonda del Tanque - Domingo - Cecilia - Bruno - Elena - Aldo - Av. Argentina - Calle Padre Luis Varreto - Ruta Nacional 226 - Martin Fierro - Hernán Gmeiner - Camino San Francisco de Asís - Ruta Nacional 226 - Av. Pedro Luro - Carrillo
Colinas Verdes - Sierra de Los Padres
Este recorrido sale a las 21:00, 22:00, 23:00 y En los meses de Verano, sale una unidad a las 00:00. A la vuelta de regreso a Mar del Plata, este recorrido. No va Hasta el Shopping Paseo Aldrey, Sino que hasta la cabecera de las líneas 511 y 512 
Ida:
Garay - Sarmiento - Boulevard Marítimo Patricio Peralta Ramos - Diagonal Alberdi Sur - Av. Pedro Luro - Ruta Nacional 226 
Vuelta:
Ruta Nacional 226 - Colectora 226 - Ruta Nacional 226 - Calle Padre Luis Varreto - Av. Argentina - General San Martín - Fabian - Rotonda del Tanque - Domingo - Cecilia - Bruno - Elena - Aldo - Av. Argentina - Calle Padre Luis Varreto - Ruta Nacional 226 - Av. Pedro Luro - Carrillo 